# Seznam obcí v Česku, F
Toto je seznam obcí v Česku začínajících na písmeno F. 
Tento seznam je generován z údajů na Wikidatech a je pravidelně aktualizován botem.
 Úpravy provedené v seznamu budou při příští aktualizaci odstraněny!
| #  | Článek                    | Počet obyvatel | Rozloha (km2) | Okres                    |
| -- | ------------------------- | -------------- | ------------- | ------------------------ |
| 1  | Frýdek-Místek             | 53 590         | 51,56         | okres Frýdek-Místek      |
| 2  | Frenštát pod Radhoštěm    | 10 554         | 11,43         | okres Nový Jičín         |
| 3  | Frýdlant nad Ostravicí    | 9 835          | 21,91         | okres Frýdek-Místek      |
| 4  | Frýdlant                  | 7 379          | 31,62         | okres Liberec            |
| 5  | Františkovy Lázně         | 5 607          | 25,76         | okres Cheb               |
| 6  | Fulnek                    | 5 472          | 68,48         | okres Nový Jičín         |
| 7  | Fryšták                   | 3 834          | 24,17         | okres Zlín               |
| 8  | Fryčovice                 | 2 425          | 16,46         | okres Frýdek-Místek      |
| 9  | Francova Lhota            | 1 465          | 22,86         | okres Vsetín             |
| 10 | Frymburk                  | 1 355          | 54,89         | okres Český Krumlov      |
| 11 | Frýdštejn                 | 850            | 14,49         | okres Jablonec nad Nisou |
| 12 | Františkov nad Ploučnicí  | 401            | 5,36          | okres Děčín              |
| 13 | Fryšava pod Žákovou horou | 326            | 12,53         | okres Žďár nad Sázavou   |
| 14 | Felbabka                  | 302            | 1,7           | okres Beroun             |
| 15 | Frahelž                   | 157            | 3,01          | okres Jindřichův Hradec  |
| 16 | Frymburk                  | 107            | 6,54          | okres Klatovy            |